# Stéphane Porato
Stéphane Porato  (Colombes, 19 de septiembre de 1973) es un exjugador y entrenador de fútbol. Jugaba en la demarcación de portero, y su en su último equipo, el Xerez CD se perfiló como portero suplente. Sin embargo, conseguiría la titularidad en la temporada 07-08 tras la lesión del portero titular, Chema.
En 2006, estuvo a punto de fichar por el Chelsea F.C. , para perfilarse como suplente de Petr Čech. Al final no hubo acuerdo.
En 2009 al finalizar la histórica temporada con el Xerez CD, Porato finaliza su contrato con el club y anuncia su marcha pero sin saber aún cuál será su futuro.

## Clubes

### Jugador
| Club                  | País    | Año         |
| --------------------- | ------- | ----------- |
| Sporting Toulon       | Francia | 1992 - 1993 |
| AS Mónaco             | Francia | 1993 - 1998 |
| Olympique de Marsella | Francia | 1998 - 2000 |
| AS Mónaco             | Francia | 2000 - 2002 |
| US Créteil            | Francia | 2002 - 2003 |
| AS Mónaco             | Francia | 2003 - 2004 |
| AC Ajaccio            | Francia | 2004 - 2006 |
| CD Alavés             | España  | 2006 - 2007 |
| Xerez CD              | España  | 2007 - 2009 |

### Entrenador
| Club                               | País      | Año         |
| ---------------------------------- | --------- | ----------- |
| Ratchaburi Mitr Phol FC (porteros) | Tailandia | 2019        |
| LB Châteauroux                     | Francia   | 2021 - Act. |

- Datos: Q929226